# Royse City, Texas
Royse City là một thành phố thuộc quận Rockwall, tiểu bang Texas, Hoa Kỳ. Năm 2010, dân số của xã này là 9349 người.

## Dân số
- Dân số năm 2000: 2957 người.
- Dân số năm 2010: 9349 người.